# Sierściak
Sierściak (Abrothrix) – rodzaj ssaków z podrodziny bawełniaków (Sigmodontinae) w obrębie rodziny chomikowatych (Cricetidae).

## Rozmieszczenie geograficzne
Rodzaj obejmuje gatunki występujące w Ameryce Południowej.

## Morfologia
Długość ciała (bez ogona) 66–138 mm, długość ogona 48–96 mm, długość ucha 12–20 mm, długość tylnej stopy 18–30 mm; masa ciała 12–65 g.

## Systematyka
Rodzaj (w randze podrodzaju w obrębie Mus) zdefiniował w 1837 roku angielski przyrodnik George Robert Waterhouse w artykule zatytułowanym Spotkanie z licznymi gatunkami z rodzaju Mus, stanowiącymi część kolekcji podarowanej temu Towarzystwu przez Karola Darwina, opublikowanym w czasopiśmie „Proceedings of the Zoological Society of London”. Gatunkiem typowym jest (oryginalne oznaczenie) sierściak długowłosy (A. longipilis). 

### Etymologia
- Abrothrix (Habrothrix): gr. αβρος abros ‘miękki, delikatny’; θριξ thrix, τριχος trikhos ‘włosy’[11].
- Chroeomys: gr. χρωικος khrōikos ‘kolorowy’, od χρωζω khrōzō ‘kolorować, plamić’[12]; μυς mus, μυος muos ‘mysz’[13]. Gatunek typowy: Akodon pulcherrimus O. Thomas, 1897 (= Acodon jelskii O. Thomas, 1894).
- Angelomys: Ángel E. Spotorno (ur. 1943), chilijski zoolog; gr. μυς mus, μυος muos ‘mysz’[4]. Gatunek typowy: Mus olivaceus G.R. Waterhouse, 1837.
- Pegamys: Margaret „Peg” Smith, amerykańska zoolożka; gr. μυς mus, μυος muos ‘mysz’[5]. Gatunek typowy: Abrothrix illutea O. Thomas, 1925.

### Podział systematyczny
Do rodzaju należą następujące gatunki zgrupowane w czterech podrodzajach:
- Abrothrix G.R. Waterhouse, 1837
  - Abrothrix longipilis (G.R. Waterhouse, 1837) – sierściak długowłosy
  - Abrothrix hirta (O. Thomas, 1895)
  - Abrothrix manni D’Elía, Teta, Upham, Pardiñas & B.D. Patterson, 2015
  - Abrothrix sanborni (Osgood, 1943) – sierściak chilijski
  - Abrothrix lanosa (O. Thomas, 1897) – sierściak wełnisty
- Chroeomys O. Thomas, 1916
  - Abrothrix jelskii (O. Thomas, 1894) – sierściak Jelskiego
- Pegamys Teta, Cañon, B.D. Patterson & Pardiñas, 2016
  - Abrothrix illutea O. Thomas, 1925 – sierściak szary
- Angelomys Teta, Cañon, B.D. Patterson & Pardiñas, 2016
  - Abrothrix andina (R.A. Philippi, 1858) – sierściak andyjski
  - Abrothrix gossei (O. Thomas, 1920)
  - Abrothrix olivacea (G.R. Waterhouse, 1837) – sierściak oliwkowy